# غلبه (فیلم ۲۰۲۱)
غلبه یا پیروز شدن (به انگلیسی: Vanquish) یک فیلم سینمایی جنایی آمریکایی در ژانر اکشن جنایی به کارگردانی جورج گالو محصول سال ۲۰۲۱ است. داستان فیلم مربوط به یک مادر تنها (روبی رز) می‌باشد که پس از ربودن دخترش مجبور به انجام پیشنهادات یک پلیس بازنشسته فاسد (مورگان فریمن) می‌شود. این فیلم در ۱۶ آوریل ۲۰۲۱ منتشر شد.

## بازیگران
- روبی رز در نقش ویکتوریا
- مورگان فریمن در نقش دیمون
- نیک واللونگا
- مایلز دولاک
- پاتریک مولدن
- Juju Journey Brener
- جولی لوت
- اکاترینا بیکر[۲]
- هانا استوکینگ

## تولید
فیلمبرداری در سپتامبر سال ۲۰۲۰ در بیلاکسی، میسیسیپی انجام شده است. فیلمبرداری در ژانویه ۲۰۲۱ به پایان رسید.

## انتشار فیلم
این فیلم در تاریخ ۲۳ آوریل ۲۰۲۱ به صورت درخواستی و دیجیتال و در تاریخ ۲۷ آوریل در DVD و Blu-ray منتشر خواهد شد.

## داستان
فیلم غلبه دربارهٔ مادری به نام ویکتوریا می‌باشد. وی در تلاش است تا گذشتهٔ تاریک خود را پشت سر بگذارد. ویکتوریا در گذشته، منتقل کنندهٔ مواد مخدر بود. از طرفی، پلیسی فاسد و بازنشسته دختر ویکتوریا را به عنوان گروگان می‌گیرد و او را مجبور می‌کند که دوباره به انجام امور خلاف بپردازد و…